# Tilimontia canariensis
Tilimontia canariensis är en insektsart som först beskrevs av Lindberg 1936.  Tilimontia canariensis ingår i släktet Tilimontia och familjen Dictyopharidae. Inga underarter finns listade i Catalogue of Life.